# Salvatore Bagni
Salvatore Bagni (25. září 1956, Correggio, Itálie) je bývalý italský fotbalový záložník.
Fotbalovou kariéru začal ve čtvrté lize v Carpi. Po dvou letech odešel do Perugie, která hrála v nejvyšší ligu. Zde působil čtyři roky a za tu dobu odehrál 109 prvoligových utkání. V roce 1981 odešel do Inter, kde hrál na postu záložníka. Tady vyhrál svou první trofej: Italský pohár (1981/82). Po třech letech se rozhodl odejít. Odešel do Neapole, kde strávil čtyři roky po boku Maradony. Tady vyhrál svůj jediný titul v lize a to v sezoně 1986/87. V té samé sezoně získlal i Italský pohár, takže slavil Double. V roce 1988 se dohodl na smlouvě s Bolognou, ale právním dohodám nakonec odehraje jeden přátelský zápas a raději odchází dohrát kariéru do druholigového Avellina, kde po jedné sezoně ukončí kariéru.
Po fotbalové kariéře se v roce 1999 stal technickým poradcem v Laziu. Stejnou funkci zastával i v Bologni v roce 2011.

## Hráčská statistika
| Sezóna  | Klub     | Liga    | Liga   | Liga | Ligové poháry | Ligové poháry | Ligové poháry | Kontinentální poháry | Kontinentální poháry | Kontinentální poháry | Celkem | Celkem |
| Sezóna  | Klub     | Soutěž  | Zápasy | Góly | Soutěž        | Zápasy        | Góly          | Soutěž               | Zápasy               | Góly                 | Zápasy | Góly   |
| ------- | -------- | ------- | ------ | ---- | ------------- | ------------- | ------------- | -------------------- | -------------------- | -------------------- | ------ | ------ |
| 1975/76 | Carpi    | Serie D | 30     | 9    | -             | 0             | 0             | -                    | 0                    | 0                    | 30     | 9      |
| 1976/77 | Carpi    | Serie D | 31     | 14   | -             | 0             | 0             | -                    | 0                    | 0                    | 31     | 14     |
| 1977/78 | Perugia  | Serie A | 27     | 5    | IP            | 4             | 1             | Stř.P                | 1                    | 1                    | 32     | 7      |
| 1978/79 | Perugia  | Serie A | 28     | 8    | IP            | 3             | 0             | -                    | 0                    | 0                    | 31     | 8      |
| 1979/80 | Perugia  | Serie A | 25     | 6    | IP            | 3             | 0             | UEFA                 | 4                    | 0                    | 32     | 6      |
| 1980/81 | Perugia  | Serie A | 29     | 5    | IP            | 3             | 0             | -                    | 0                    | 0                    | 32     | 5      |
| 1981/82 | Inter    | Serie A | 27     | 5    | IP            | 10            | 2             | UEFA                 | 3                    | 1                    | 40     | 8      |
| 1982/83 | Inter    | Serie A | 28     | 5    | IP            | 10            | 0             | PVP                  | 6                    | 0                    | 44     | 5      |
| 1983/84 | Inter    | Serie A | 27     | 2    | IP            | 5             | 1             | UEFA                 | 5                    | 1                    | 37     | 4      |
| 1984/85 | Neapol   | Serie A | 25     | 0    | IP            | 7             | 1             | -                    | 0                    | 0                    | 32     | 1      |
| 1985/86 | Neapol   | Serie A | 27     | 4    | IP            | 3             | 1             | -                    | 0                    | 0                    | 30     | 5      |
| 1986/87 | Neapol   | Serie A | 28     | 4    | IP            | 10            | 3             | UEFA                 | 2                    | 0                    | 40     | 7      |
| 1987/88 | Neapol   | Serie A | 26     | 4    | IP            | 5             | 0             | PMEZ                 | 2                    | 0                    | 33     | 4      |
| 1988/89 | Avellino | Serie B | 23     | 2    | IP            | 0             | 0             | -                    | 0                    | 0                    | 23     | 2      |
| Celkem  | Celkem   | Celkem  | 381    | 73   | -             | 63            | 9             | -                    | 23                   | 4                    | 467    | 86     |

## Reprezentační kariéra
Za reprezentaci odehrál 41 utkání a vstřelil tři branky. První zápas odehrál 6. ledna 1981 proti Nizozemí (1:1). byl na OH (1984), kde odehrál pět utkání a obsadil 4. místo. Také se zúčastnil MS 1986. Na turnaji odehrál všechna utkání v základní sestavě, ale neprošel čtvrtfinále. Poslední zápas odehrál 8. prosince 1987 proti Portugalsku (3:0).

### Statistika na velkých turnajích
| Reprezentace | Rok     | Zápasy               | Zápasy | Zápasy      | Zápasy           | Zápasy           | Zápasy       |
| Reprezentace | Rok     | Fáze turnaje         | Datum  | Soupeř      | Odehraných minut | Vstřelené branky | Výsledek     |
| ------------ | ------- | -------------------- | ------ | ----------- | ---------------- | ---------------- | ------------ |
| Itálie       | OH 1984 | 1 zápas ve skupině D | 29. 7. | Egypt       | 90               | 0                | 1:0          |
| Itálie       | OH 1984 | 2 zápas ve skupině D | 31. 7. | USA         | 90               | 0                | 1:0          |
| Itálie       | OH 1984 | čtvrtfinále          | 5. 8.  | Chile       | 120              | 0                | 1:0 v prodl. |
| Itálie       | OH 1984 | semifinále           | 8. 8.  | Brazílie    | 120              | 0                | 1:2 v prodl. |
| Itálie       | OH 1984 | o 3. místo           | 10. 8. | Jugoslávie  | 90               | 0                | 1:2          |
| Itálie       | MS 1986 | 1 zápas ve skupině A | 31. 5. | Bulharsko   | 90               | 0                | 1:1          |
| Itálie       | MS 1986 | 2 zápas ve skupině A | 5. 6.  | Argentina   | 90               | 0                | 1:1          |
| Itálie       | MS 1986 | 3 zápas ve skupině A | 10. 6. | Jižní Korea | 67               | 0                | 3:2          |
| Itálie       | MS 1986 | čtvrtfinále          | 17. 6. | Francie     | 90               | 0                | 0:2          |

## Hráčské úspěchy

### Klubové
- 1× vítěz italské ligy (1986/87)
- 2× vítěz italského poháru (1981/82, 1986/87)

### Reprezentační
- 1× na MS (1986)
- 1× na OH (1984)
- 2x na ME U21 (1978, 1980)